# Bundespräsidentenwahl in Österreich 2004
Zur Bundespräsidentenwahl in Österreich 2004, der elften Volkswahl eines österreichischen Staatsoberhaupts, kam es am 25. April 2004. Der bisherige Amtsinhaber, Thomas Klestil, konnte aufgrund der Verfassung keine dritte Amtsperiode anstreben.

## Ausgangslage
Der bisherige Amtsinhaber, Thomas Klestil, konnte wie es die Verfassung vorschrieb, nicht neuerlich zu einer Wahl antreten. Um seine Nachfolge bewarben sich der frühere Nationalratspräsident Heinz Fischer von der SPÖ sowie die österreichische Außenministerin Benita Ferrero-Waldner von der ÖVP.

Als mögliche Kandidaten der ÖVP galten im Vorfeld auch der damalige niederösterreichische Landeshauptmann Erwin Pröll, EU-Kommissar Franz Fischler, Unterrichtsministerin Elisabeth Gehrer oder der damalige Direktor des Tiergartens Schönbrunn Helmut Pechlaner.

## Ergebnis
| Kandidaten                            | Parteien                               | Stimmen   | %    |
| ------------------------------------- | -------------------------------------- | --------- | ---- |
| Heinz Fischer                         | Sozialdemokratische Partei Österreichs | 2.166.690 | 52,4 |
| Benita Ferrero-Waldner                | Österreichische Volkspartei            | 1.969.326 | 47,6 |
| Gesamt                                | Gesamt                                 | 4.136.016 | 100  |
|                                       |                                        |           |      |
| Ungültige Stimmen                     | Ungültige Stimmen                      | 182.423   | 4,2  |
| Wähler                                | Wähler                                 | 4.318.439 | 71,6 |
| Wahlberechtigte                       | Wahlberechtigte                        | 6.030.982 |      |
|                                       |                                        |           |      |
| Quelle: Bundesministerium für Inneres |                                        |           |      |

### Ergebnisse der Bundesländer
| Bundesland       | Heinz Fischer | Benita Ferrero-Waldner | Wähler  | Gültige Stimmen | Ungültige Stimmen |
| ---------------- | ------------- | ---------------------- | ------- | --------------- | ----------------- |
| Burgenland       | 101.605       | 83.731                 | 219.495 | 185.336         | 7.188             |
| Kärnten          | 130,122       | 145.659                | 287.103 | 275.781         | 11.322            |
| Niederösterreich | 468.504       | 459.143                | 972.769 | 927.647         | 45.122            |
| Oberösterreich   | 372.759       | 337.394                | 742.714 | 710.153         | 32.561            |
| Salzburg         | 106.108       | 129.375                | 244.779 | 235.483         | 9.296             |
| Steiermark       | 312.328       | 297.978                | 637.115 | 610.306         | 26.809            |
| Tirol            | 140.874       | 185.822                | 344.592 | 326.696         | 17.896            |
| Wien             | 453.420       | 238.586                | 712.968 | 692.006         | 20.962            |
| Vorarlberg       | 56.705        | 66.445                 | 133.688 | 123.150         | 10.538            |

## Angelobung
Heinz Fischer wurde am 8. Juli 2004 vor der Bundesversammlung angelobt, aufgrund des Todes seines Amtsvorgängers waren die Flaggen vor dem Parlament bei seiner Angelobung auf halbmast gesetzt.
Fischers Amtsvorgänger Thomas Klestil war noch im Amt am 6. Juli 2004 verstorben, die Angelobung Fischers fand zum geplanten Termin statt. Die Aufgaben des Bundespräsidenten wurden in der Zwischenzeit von den drei Nationalratspräsidenten (Andreas Khol, Barbara Prammer, Thomas Prinzhorn) als Kollegium wahrgenommen, wie es Absatz 1 des Artikels 64 der österreichischen Bundesverfassung bei einer dauerhaften Verhinderung des Bundespräsidenten vorsieht.